# El Defensor del Obrero
El Defensor del Obrero fue un periódico publicado en Montevideo, Uruguay con una línea editorial de izquierda política y socialista. El lema del periódico era "El primer periódico científico y socialista en Montevideo". 
El Defensor del Obrero estuvo en circulación poco tiempo. Su primera edición fue el 25 de agosto de 1895 y su última edición fue el 2 de febrero de 1896. Los editores del periódico incluyeron José Capalán, presidente del Sindicato de Trabajadores de Mármol, y Muvo Luzzoni.